# 浓子茉莉
浓子茉莉（学名：Fagerlindia scandens）为茜草科浓子茉莉属下的一个种。